# Iñaki Godoy
Iñaki Godoy, né le 25 août 2003 à Mexico, est un acteur mexicain. 
Interprète de Bruno Lazcano dans Qui a tué Sara ? (2021) et de Juan Ruiz dans The Imperfects (2022), il accède à la célébrité pour son rôle de Monkey D. Luffy dans l'adaptation en prise de vues réelles par Netflix du manga One Piece, qui débute en 2023.

## Biographie
Il interprète Bruno Lazcano dans Qui a tué Sara ? en 2021 et Juan Ruiz dans The Imperfects en 2022.
Depuis 2023, il incarne Monkey D. Luffy dans la série One Piece, adaptation du manga éponyme diffusée sur Netflix.

## Filmographie

### Télévision
- 2016-2017 : La querida del Centauro: Amadeo
- 2016 : Blue Demon : Frère de Blue Demon
- 2018 : Por la Máscara: La Serie Web : Aurelio de joven
- 2019 : Sin miedo a la verdad : El Chinos
- 2021 : Qui a tué Sara ? : Bruno Lazcano
- 2022 : The Imperfects : Juan Ruiz
- 2023- : One Piece : Monkey D. Luffy

### Cinéma
- 2020 : ¡Ánimo Juventud! : Pedro
- 2022 : MexZombies : Tavo
- 2022 : No abras la puerta : Fausto